# Blepharis spinifex
Blepharis spinifex là một loài thực vật có hoa trong họ Ô rô. Loài này được Merxm. mô tả khoa học đầu tiên năm 1952.